# Nassarius arcus
Nassarius arcus is een slakkensoort uit de familie van de Nassariidae. De wetenschappelijke naam van de soort is voor het eerst geldig gepubliceerd in 1991 door Cernohorsky.